# Lovćenac

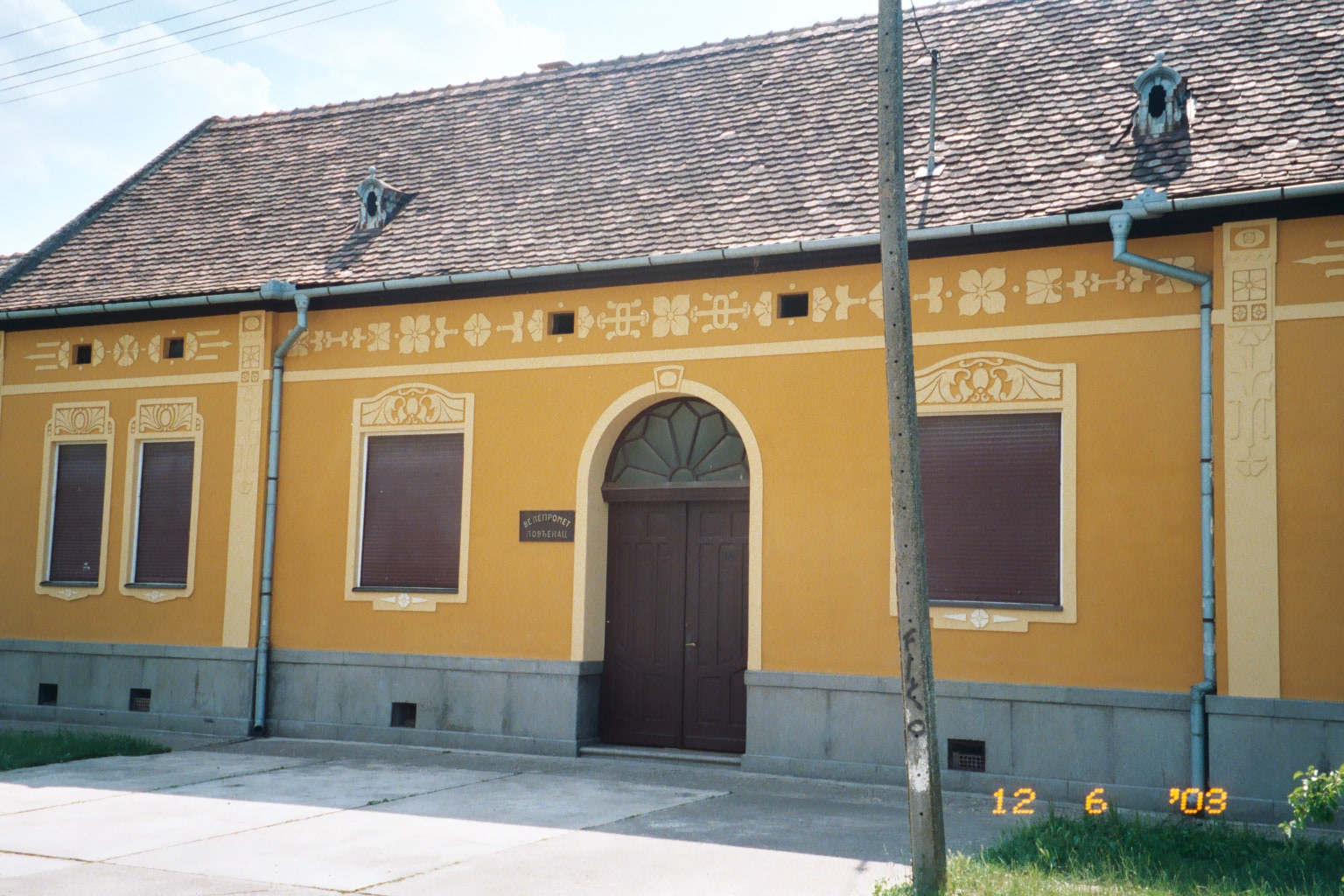
Une maison ancienne à Lovćenac

Lovćenac (en serbe cyrillique : Ловћенац ; en hongrois : Szeghegy ; en allemand : Sekitsch) est une localité de Serbie située dans la province autonome de Voïvodine. Elle fait partie de la municipalité de Mali Iđoš dans le district de Bačka septentrionale. Au recensement de 2011, elle comptait 3 151 habitants.
Lovćenac est officiellement classé parmi les villages de Serbie. Le nom ancien de la localité était Sekić. Après la Seconde Guerre mondiale, elle fut renommée Lovćenac par les Monténégrins qui s'y installèrent. Ils lui donnèrent ce nom en souvenir du mont Lovćen au Monténégro.

## Histoire
La localité fait sa première apparition dans l'histoire en 1476. Pendant la période ottomane, le village de Sekić était peuplé de Serbes. Des Allemands s'y installèrent à partir de 1786. À son plus haut, la ville compta jusqu'à 6 000 habitants, pour la plupart d'origine germanique. Après la Seconde Guerre mondiale, ces Allemands prirent la fuite et la localité fut peuplée par des Monténégrins. Les Hongrois forment encore une partie importante de la population de la région, notamment à Feketić et dans la localité de Mali Iđoš.

## Démographie

### Évolution historique de la population
| 1948  | 1953  | 1961  | 1971  | 1981  | 1991  | 2002  | 2011  |
| ----- | ----- | ----- | ----- | ----- | ----- | ----- | ----- |
| 4 791 | 4 413 | 4 800 | 4 159 | 4 016 | 4 049 | 3 693 | 3 151 |

|  |